# Estadi Helmántico
L'Estadi Helmántico és un estadi de futbol situat a la localitat de Villares de la Reina, a prop de Salamanca, a la carretera que uneix aquesta ciutat amb Zamora. Té capacitat per 17.341 espectadors.
Va ser propietat de la Unión Deportiva Salamanca fins a la seva desaparició l'any 2013. Des de llavors és propietat de l'Agència Estatal de l'Administració Tributària del Govern d'Espanya.
Es va inaugurar el 8 d'abril de 1970 amb un partit entre la UD Salamanca i l'Sporting Clube de Portugal, que va acabar amb empat a zero.